# Pošumaví

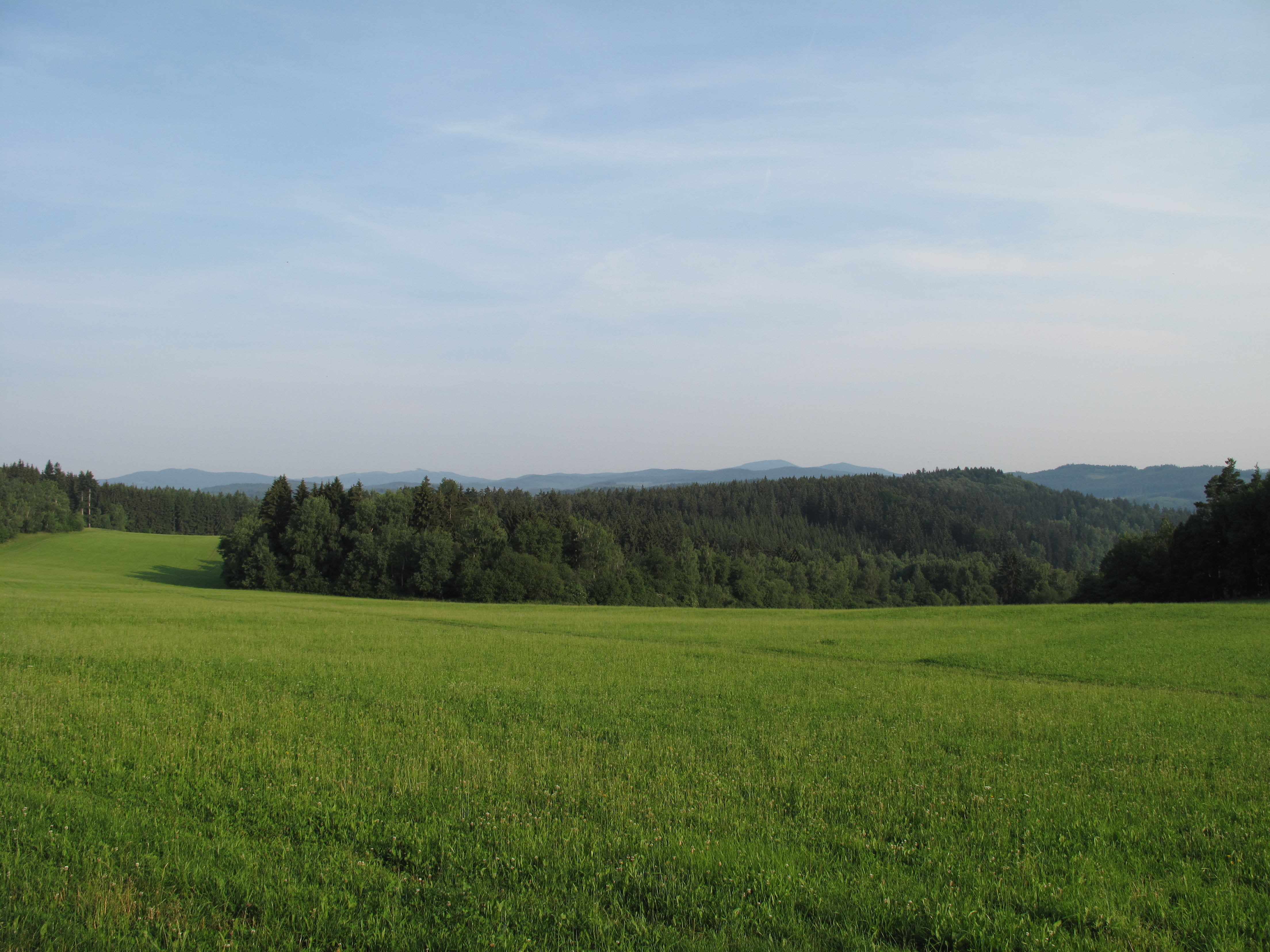
Krajina Pošumaví u Českého Krumlova

Pošumaví je etnografický region v podhůří Šumavy, zhruba mezi městy Prachatice a Klatovy. Zasahuje na území Jihočeského a Plzeňského kraje. Sousedí s etnografickými regiony Povltaví a Západní Čechy. Lidová kultura byla ovlivňována přírodními podmínkami podhorské krajiny a do roku 1945 česko-německým národnostním prostředím. Z hlediska architektury jde o oblast roubeného domu. Na velkých statcích nebo na samotách bývala na střeše domů zvonička. Asi v 16. století pronikl na Volarsko mezi české formy lidového domu rozložitý alpský typ architektury. Od konce 18. století se rozšířeným lidovým prvkem v Pošumaví (a také v Novohradských horách) stala podmalba na skle. Její výroba byla soustředěna především v okolí Nýrska, na Kvildsku a Volarsku.

## Členění
Pošumaví se člení na tři etnografické subregiony:
- Chodsko
- Klatovsko
- Prácheňsko
  - Podlesí